# Sagereckalm
Die Sagereckalm (auch: Sagereck-Alm) ist eine Alm in der Gemarkung Forst Sankt Bartholomä in der Gemeinde Schönau am Königssee.

## Lage
Die Alm befindet sich südlich des Königssees auf einer Höhe von 1360 m ü. NN. Die kesselartige Alm auf zwei Hochtalstufen ist vom Simetsberg, der Sagereckwand und vom Halsköpfl umschlossen.

## Bauten
Der Kaser der Sagereckalm ist verfallen, Reste finden sich im Gehölz am östlichen Rand der unteren Almlichte.

## Heutige Nutzung
Die Sagereckalm ist aufgelassen und wird nicht mehr bestoßen.